# Передавання електроенергії

Схема забезпечення споживачів електроенергією (засоби передавання електроенергії зображено блакитним кольором)

Передава́ння електри́чної ене́ргії — це технології, що забезпечують доправлення електричної енергії від місць вироблення до місць споживання. Є одним з найважливіших завдань енергетики. Передавання електроенергії здійснюється за допомогою електричних мереж, до складу яких входять перетворювачі, лінії електропередавання (повітряні або кабельні) і розподільні пристрої.
Потреба передавання електроенергії на відстань обумовлена тим, що електроенергія виробляється великими електростанціями з потужними агрегатами, а споживається порівняно малопотужними електроприймачами, розташованими на значних відстанях. Прагнення до скупчення генерувальних потужностей, пояснюється тим, що із його зростанням, знижуються відносні витрати на спорудження електростанцій і зменшується собівартість електроенергії. Розміщення потужних електростанцій також здійснюється з урахуванням цілої низки інших чинників, таких наприклад, як наявність енергоресурсів, їх вид, запаси і можливості передавання, природні умови, можливість роботи у складі єдиної енергосистеми тощо. Часто такі електростанції виявляються істотно віддаленими від основних центрів споживання електроенергії. Від ефективності передавання електроенергії на відстань, залежить загалом робота електроенергетичних систем, котрі охоплюють великі території.

## Історія
Можливість передавання електроенергії на відстань вперше виявив Стівен Грей у 1720-ті роки. У дослідах Грея заряд передавався по шовковому проводу на відстань до 800 футів
До кінця XIX століття електрика використовувалося тільки поблизу від місць вироблення. Це, натомість, обмежувало ступінь використання наявних ресурсів, оскільки великі потужності для місцевого виробництва не були потрібні. З винаходом електричного освітлення необхідність передавання електроенергії на великі відстані, стала актуальною проблемою, оскільки освітлення потрібне було насамперед у великих містах, віддалених від джерел енергії.
1873 року, Фонтен вперше представив генератор і двигун постійного струму, з'єднані дротом довжиною 2 км. 1874 року Ф. А. Піроцький здійснив передавання електроенергії потужністю 6 к. с. на відстань 1 км, а 1876 року повторив дослід, використовуючи в якості провідника рейки Сестрорєцької залізниці довжиною 3,5 км. В кінці 1870-х — початку 1880-х Д. А. Лачинов показав, що втрати енергії під час передавання, мають зворотну залежність від напруги, а П. М. Яблочков і І. П. Усагін створили перші трансформатори, що дозволило Усагіну на Всеросійській виставці в Москві 1882 року, продемонструвати першу високовольтну систему передавання електроенергії, що складалася з підвищувального та знижувального трансформатора і лінії електропередачі. У тому ж році на Мюнхенській виставці дослід з передавання постійного електричного струму напругою до 2000 В на відстань 60 км продемонстрував Марсель Депре, при цьому втрати склали 78 %.
Проривом у передаванні електроенергії на великі відстані став дослід М. О. Доліво-Добровольського на міжнародній електротехнічній виставці у Франкфурті-на-Майні 1891 року, в ході якого енергія від установки на річці Неккар у місті Лауффен була передана у Франкфурт трифазною лінією на 175 км. Енергія передавалася за напруги 15200 В, а перетворення здійснювалося за допомогою трифазних трансформаторів. ККД лінії досягав 80,9 %, а передавана потужність — понад 100 к. с., використаних для роботи електричного двигуна і освітлення. Досвід сприяв упровадженню трифазного змінного струму і високовольтних систем передавання.
Швейцарський інженер Рене Тюрі запропонував передавати електричну енергію постійним струмом, системою з послідовним увімкненням в лінію передавання, джерел і приймачів енергії. Цей спосіб, названий системою Тюрі, забезпечив розвиток електропередавання постійного струму поряд з передаванням на змінному струмі. Передавання енергії на постійному струмі, насамперед, за системою Тюрі, мала певне поширення на початку XX століття, зокрема, працювали: лінія в Батумі протяжністю 10 км і лінія Мутьє-Ліон (напруга 57 кВ, потужність 5 МВт) протяжністю 180 км, але згодом вони були розібрані і замінені лініями змінного струму. Досвід створення ліній електропередавання на постійному струмі наприкінці XIX століття, виявив істотні недоліки подібних систем, які полягали в тому, що передавання електроенергії на генераторній напрузі, обмежувалося низькими рівнями, а постійний струм високої напруги, було складно використати у споживача, оскільки потрібно було мати двигун — генераторну установку для його перетворення на струм низької напруги.
Вся подальша історія розвитку ліній електропередачі аж до кінця XX століття супроводжувалася збільшенням напруги, потужностей для передавання і довжини ліній. В першу чергу, основною за важливістю проблемою було зменшення втрат у лініях, що вимагало підвищення напруги.
Подальше зростання рівня напруги ліній електропередачі, обмежувалося можливостями штирових ізоляторів, які використовувалися в той час і не дозволяли підняти напругу вище за 70 кВ. Лише винайдення на початку ХХ століття підвісних ізоляторів, дозволило різко збільшити напругу і вже у 1908—1912 роках у США й Німеччині було побудовано перші лінії електропередавання змінного струму напругою 110 кВ, а 1923 року — 220 кВ.
Додаткові складнощі на шляху зростання рівня напруги, виникли через збільшення втрат на коронний розряд. Теоретичні дослідження показали, що зменшити втрати можна шляхом збільшення дійсного або «електричного» діаметра проводів. Перший напрямок привів до застосування алюмінієвих, стале-алюмінієвих і порожнистих проводів великого діаметра. Другий напрямок (запропонований В. Ф. Міткевичем у 1910-му) обумовив застосування розщеплених фаз, що складаються з декількох проводів.

## Схема передавання

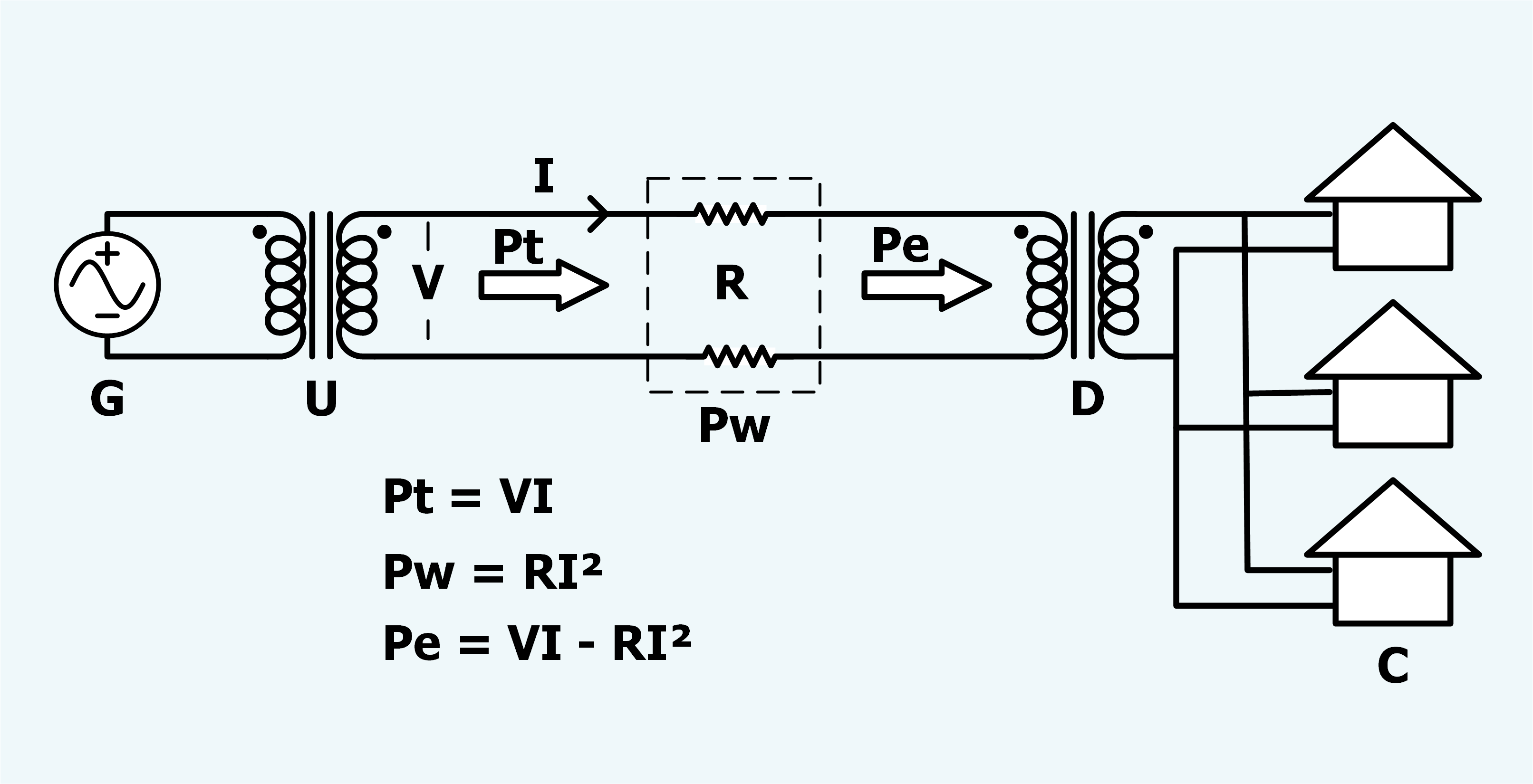
Схематичне зображення передавання електроенергії на великі відстані. C — споживачі, D — знижувальний трансформатор, G — генератор, I — струм у дротах, Pe — потужність, що доходить до кінця лінії передачі, Pt — потужність, що надходить у лінію передачі, Pw — потужність, втрачена в лінії передачі, R — загальний опір в проводах, V — напруга на початку лінії передачі, U — підвищувальний трансформатор.

У 2000-і роки застосовуються схеми передавання, в які входять:
- електричний генератор;
- підвищувальний трансформатор;
- лінія електропередавання;
- знижувальний трансформатор.

Схеми поділяються на блокові, пов'язані і напівпов'язані

## Класифікація
За типом лінії електропередач:
- магістральні;
- міжсистемні.

За проміжним відбором потужності:
- прямі;
- з проміжним відбором;
- з проміжним генеруванням.

У лініях з проміжним відбором та генеруванням зазвичай передбачаються додаткові знижувальні та підвищувальні трансформатори для забезпечення потреб проміжних споживачів електроенергії та генерування.
За числом ліній: одно-, дво — і триланцюгові.

## Дальність передавання
Однією з основних характеристик передавання електроенергії, є її пропускна спроможність {\displaystyle P}, тобто та найбільша потужність, яку можна передати по ЛЕП з врахуванням обмежувальних чинників: граничної потужності за умовами стійкості, втрат на корону, нагріву провідників тощо. Потужність, передавана по ЛЕП змінного струму, пов'язана з її протяжністю і напругою залежністю
{\displaystyle P={\frac {U_{1}\cdot U_{2}}{Z_{0}\cdot sin(\alpha l)}}\cdot \sin \delta },
де {\displaystyle U_{1}} i {\displaystyle U_{2}} — напруга на початку і в кінці ЛЕП, {\displaystyle Z_{0}} — хвильовий опір ЛЕП, α — коефіцієнт зміни фази, що характеризує поворот вектора напруги уздовж лінії на одиницю її довжини (обумовлений хвильовим характером поширення електромагнітного поля), l — протяжність ЛЕП, δ — кут між векторами напруги на початку і в кінці лінії, що характеризує режим електропередачі та її стійкість.
Гранична потужність передавання енергії досягається при α = 90°, коли sin α = 1. Наприклад, для лінії 110 кВ найбільша пропускна здатність становить 30 МВт.
Для повітряних ЛЕП змінного струму можна наближено вважати, що найбільша потужність передавання, є приблизно пропорційною квадрату напруги, а вартість спорудження ЛЕП пропорційна до величини напруги. Через це в енергетичній галузі спостерігається тенденція до збільшення напруги як до головного засобу підвищення пропускної спроможності ЛЕП. Граничні значення напруги ЛЕП, пов'язані з можливими перенапруженнями, обмежуються ізоляцією ЛЕП і діелектричною здатністю повітря. Підвищення пропускної спроможності ЛЕП змінного струму можливе і шляхом удосконалення будови лінії, а також за допомогою приєднання різних компенсувальних пристроїв. Так, наприклад, на ЛЕП напругою 330 кВ і вище, використовується «розщеплювання» дротів кожної фази на декілька електрично зв'язаних між собою провідників; у цьому разі індуктивний опір лінії зменшується, а ємнісна провідність збільшується, що веде до зниження {\displaystyle Z_{0}} і зменшення α. Одним із способів підвищення пропускної спроможності ЛЕП є спорудження «розімкнених» ліній, в яких на опорах підвішуються проводи двох кіл так, що провідники різних фаз виявляються зближеними між собою.